# Diritti LGBT in Iran
In Iran essere omosessuali può essere estremamente pericoloso. L'omosessualità, in epoca moderna, è da sempre stata illegale all'interno del Paese, seppur nel periodo dello Scià fosse parzialmente accettata da parte della società. Fu proprio a partire dalla Rivoluzione Iraniana del 1979 che l'omosessualità divenne di nuovo punibile, seppur in alcuni casi, con la pena di morte, ispirandosi alle leggi che il codice penale iraniano aveva ai tempi della Dinastia Qajar del 1914.
Quando non è prevista la pena di morte per omosessualità, la pena può essere commutata con la reclusione o la fustigazione.
Le persone omosessuali e lesbiche in Iran non godono di alcun tipo di riconoscimento e tutela da parte del governo, con l'unica eccezione delle persone transgender, le quali hanno ottenuto il diritto di cambiare anagraficamente e fisicamente sesso nel 1987.

## Codice penale iraniano
Secondo gli articoli 114-119 "sono puniti con la pena di morte coloro che, raggiunta l'età adulta, compiono atti "sodomitici" per la quarta volta consecutiva". Tuttavia, anche i rapporti eterosessuali extramatrimoniali sono puniti con la pena di morte. 
La pena di morte è prevista per colui che esercita il ruolo di passivo per la quarta volta consecutiva. Per coloro che esercitano il ruolo di attivo (salvo il caso di stupro, sia etero che omosessuale) sono previste invece circa 100 frustate. Stessa quantità di frustate per coloro che "si massaggiano o si sfregano cosce e natiche a vicenda", giungendo alla pena di morte alla quarta infrazione (articoli 121-122).
Tuttavia, relazioni omosessuali tra adulti consenzienti in privato tendono a venire puniti con la detenzione, mentre gli stupri di stampo omosessuale vengono solitamente puniti con la morte; la pena capitale può essere applicata anche nella prima circostanza.
Secondo gli articoli 123 e 124: se due uomini “stanno nudi uno sull’altro senza nessuna necessità” sono puniti entrambi fino a 99 frustate e se un uomo “bacia un altro con lussuria” la punizione è di massimo 60 frustate.
Il lesbismo tra donne adulte è punito con 100 frustate, e dopo la quarta infrazione è prevista la morte.
In genere gli omosessuali vengono giustiziati nelle carceri giudiziarie. L'ultimo caso in cui è stata comminata la pena di morte a una persona omosessuale risale al febbraio 2019, quando un 31enne è stato impiccato con l'accusa di stupro.

## Diritti delle persone transgender
La situazione è diversa per quanto riguarda i transessuali in campo legislativo; esistono infatti diverse leggi volte a tutelarli, il cambio di sesso è perfettamente legale e avviene in cliniche autorizzate dallo Stato.
Nonostante sia stata lanciata anche una fatwa da parte di Khomeini, nel 1987, il quale dichiarò normale la transessualità, che doveva essere accettata dal suo popolo, essa continua ad essere molto stigmatizzata all'interno della società a causa del forte maschilismo secolare presente in Iran.
Nel 2018, un rapporto di Human Rights Watch ha tracciato un quadro piuttosto inquietante sulla situazione dei transessuali in Iran, che subirebbero regolarmente violenze e pestaggi anche da parte della propria famiglia, ed in seguito ripudiati e rinnegati. Le donne trans sono costrette a vivere nelle periferie della città e a subire il maschilismo che tutte le donne subiscono all'interno del Paese.

## Situazione degli omosessuali in Iran

### Durante il periodo dello Shah
Durante il periodo dello Shah Reza Pahlavi essere omosessuali era in parte tollerato dalla società. Si pensa che alcune celebrità dell'epoca fossero omosessuali, come il famoso cantante e interprete Fereydoun Farrokhzad, o Amir Abbas Hoveida, primo Ministro dell'Iran dal 1965 al 1977.

### Dalla Rivoluzione Iraniana ad oggi
Subito dopo la Rivoluzione Iraniana, nel 1979 incominciò la repressione e l'uccisione delle persone omosessuali nel paese. Tutte le speranze di una possibile formazione di una cultura gay in Iran vennero distrutte .
Nel celebre discorso di Khomeini intervistato dalla giornalista Oriana Fallaci venne ricavato il seguente discorso:«Le cose che portano corruzione a un popolo vanno sradicate come erbe cattive che infestano un campo di grano. Lo so, vi sono società che permettono alle donne di regalarsi in godimento a uomini che non sono i loro mariti, e agli uomini di regalarsi in godimento ad altri uomini; ma la società che noi vogliamo costruire non lo permette.»
Alla domanda della Fallaci se ritenesse giusto che un giovane ucciso tramite fucilazione nel settembre 1979 per il reato di sodomia fosse ritenuto uguale a una belva della Savak egli rispose: Corruzione, corruzione. Bisogna eliminare la corruzione.
Negli anni '80 sono state uccise 70 persone riunitesi per formare un'associazione gay. Altri 100 omosessuali sono stati condannati a morte nel 1992 dopo un’incursione della polizia a una festa privata
Diversi omosessuali, per non essere condannati a morte, vengono costretti al cambio di sesso, come unica soluzione alla reclusione o alla pena di morte. In ogni caso comunque gli omosessuali talvolta preferiscono radunarsi privatamente, in particolar modo i giovani iraniani. Dalla rivoluzione iraniana ad oggi circa 6000 gay e lesbiche hanno perso la loro vita per mano del regime. Dal 1979 al 1990 sono stati giustiziati circa 107 omosessuali .
Nel 1987 Maryam Khatoon Molkara (1950-2012), una giovane donna transessuale, è riuscita ad ottenere il cambio di sesso grazie ad una fatwa che Khomeini fece dopo la sua testimonianza.

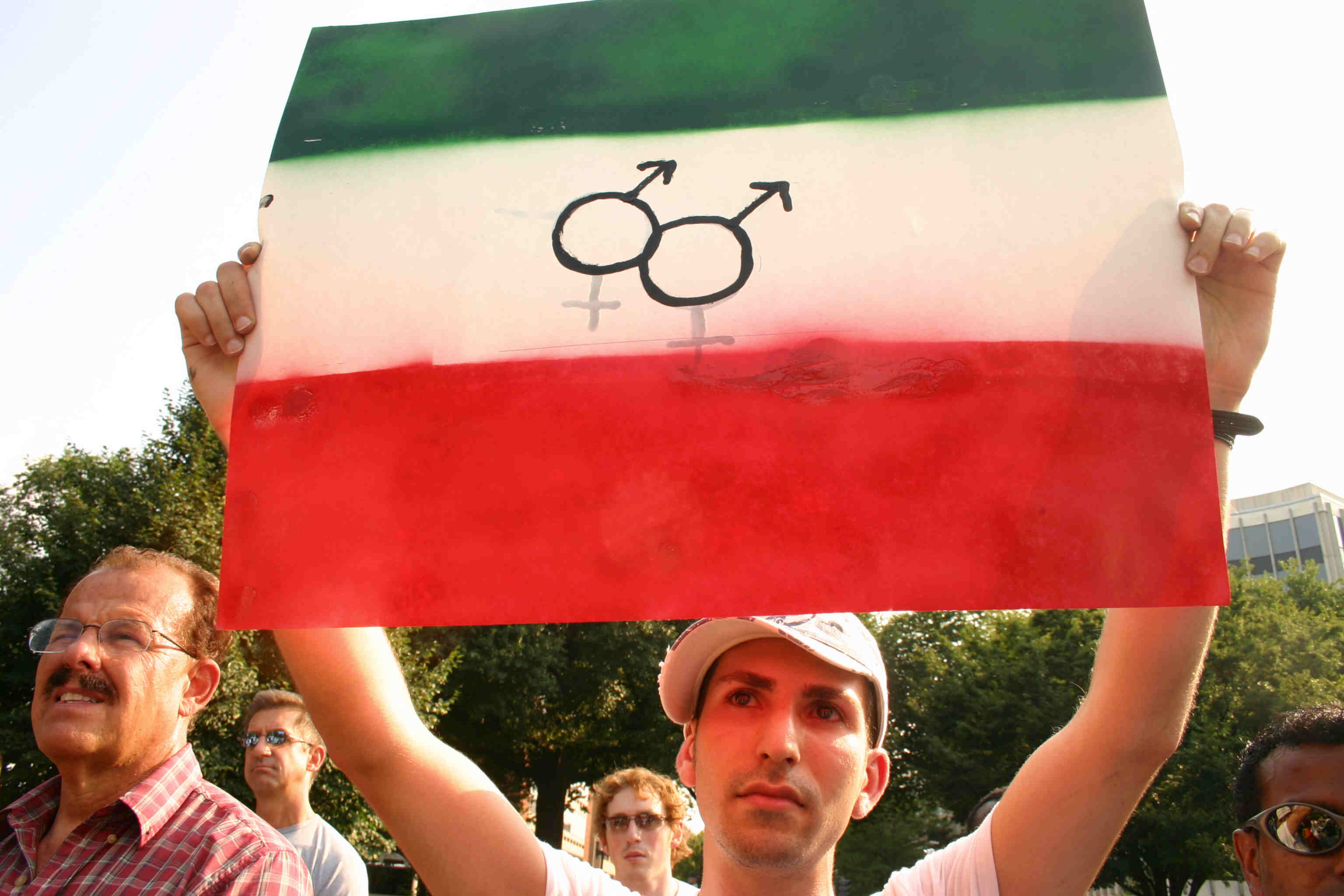
manifestazione a Washington per sostegno dei diritti dei gay nel 2006

Nel 2002 la giustizia iraniana ha ordinato il sequestro di tutti gli esemplari del libro "Chahed-Bazi" ("Il gioco del testimone")
Nel novembre 2003 il grande ayatollah Yusef Sane'i ha emesso una fatwa (decreto religioso) affermando che devono essere condannati a morte i malati di Aids o i sieropositivi che diffondono la malattia volontariamente.
Il 24 settembre 2007 l’allora presidente iraniano Mahmoud Ahmadinejad, durante un suo discorso alla Columbia University di New York, ha affermato che in Iran non vi sono persone omosessuali. Ciò ha destato scandalo per la frase di Ahmadinejad, a causa delle esecuzioni e delle persecuzioni omosessuali nel Paese.
Nel giugno 2008 il Parlamento europeo di Strasburgo ha chiesto al governo di Teheran di abolire le esecuzioni capitali dei minori e di depenalizzare il reato di sodomia.
Nel 2013 secondo il giornale iraniano Mashregh News, voce del governo totalitario di Ahmadinejad, è stato affermato come Israele starebbe "diffondendo l’omosessualità" in tutto il mondo per riuscire così a dominare la Terra.

### Recenti esecuzioni
Il 19 luglio 2005 due ragazzi di 18 e 16 anni sono stati impiccati per lo stupro di un bambino di 13 anni nel 2004, quando avevano rispettivamente 17 e 15 anni (l'accusa dello stupro è stata criticata e additata come montatura per coprire, di fronte all'opinione pubblica mondiale che cominciava a interessarsi del caso, il fatto che i due siano stati condannati in realtà solo per il semplice fatto di essere omosessuali).
Sempre nel 2007 Makwan Moloudzadeh di soli 21 anni, è stato giustiziato in Iran, dopo la sentenza di un giudice che a giugno 2007 ne aveva confermato la detenzione e la pena di morte. Arrestato nell’ottobre del 2006 a Paveh, è stato in carcere fino al dicembre del 2007. Nel corso dell’anno, è stato maltrattato e forse anche torturato, con l'accusa di aver abusato di un ragazzino nel 1999, nonostante la legge iraniana non preveda la pena capitale per chi abbia commesso un reato in un’età inferiore ai 14 anni e mezzo. L’Iran è l’unico paese al mondo a condannare a morte coloro che erano minorenni all’epoca del reato.
Nel maggio 2012 quattro omosessuali sono stati condannati a morte per sodomia. A giugno il grande ayatollah Abdollah Javadi-Amoli ha sostenuto che chi si dedica allo “spregevole atto” della sodomia sarebbe inferiore agli animali citando cani e porci
Il 6 agosto 2014 Abdullah Ghavami Chahzanjiru e Salman Ghanbari Chahzanjiri sono stati impiccati nel sud dell'Iran. Nonostante le autorità iraniane non siano state molto chiare sul motivo dell'esecuzione, diversi giornali riportano la tesi di una condanna per "sodomia consensuale", con lo scopo di «rendere più sicura la comunità».
Nel maggio 2015 Teheran ha vietato alla popolazione maschile iraniana acconciature ritenute troppo simili allo stile occidentale e contrarie, invece, alla condotta islamica. Per gli uomini, divieto assoluto anche rispetto a tatuaggi e lampade abbronzanti e sopracciglia rifatte: tutti segnali di una condotta contraria ai dettami dell’Islam
Il 18 luglio 2016 Hassan Afshar, un ragazzo di 19 anni,  è stato giustiziato nella prigione della città di Arak, secondo quanto riporta Amnesty International. Condanna eseguita dopo esser stato accusato di aver stuprato un ragazzo nel 2014, durante un processo durato due mesi in cui il diciannovenne non ha avuto alcuna rappresentanza legale.
Nel 2017, la polizia ha arrestato circa 30 uomini durante un evento nella provincia di Isfahan, accusandoli di “sodomia, alcol e droghe psichedeliche“.
Sono molte le irruzioni in case private col fine di arrestare cittadini omosessuali, i quali vengono trattenuti spesso torturati dagli agenti in attesa di processo (le forze di polizia locali godono di ampi poteri, i quali sono concessi dalle autorità competenti, affinché si rispettino i “codici di moralità” predisposti).
Il 10 gennaio 2019 un uomo di 31 anni è stato impiccato a Kazeroon, in quanto avrebbe rapito due ragazzi di 15 anni, per poi abusarne sessualmente.
Nel giugno 2019 Mohammad Javad Zarif, ministro degli affari esteri dell’Iran nel governo di Hassan Rouhani, ha difeso la pena di morte per i gay, attualmente presente nel proprio Paese affermando che "La nostra società ha dei principi morali. E viviamo secondo questi principi. Questi sono principi morali relativi al comportamento delle persone in generale. Ciò significa che la legge deve essere rispettata".
Il 30 gennaio 2022 Mehrdad Karimpou e Farid Mohammadi sono stati giustiziati nella prigione di Maragheh, nel nord-ovest dell’Iran, con l'accusa di sodomia, dopo essere stati arrestati nel 2015; il 29 giugno 2022 un altro omosessuale è stato giustiziato in Iran con l'accusa di sodomia.
Il 4 settembre 2022 due giovani attiviste iraniane, Zahra Sedighi-Hamedani e Elham Chobdar, rispettivamente di 31 e 24 anni, sono state condannate a morte dal Tribunale Rivoluzionario di Orumiyeh, nella provincia dell’Azerbaijan occidentale, con l’accusa di “corruzione sulla Terra attraverso la promozione dell’omosessualità .

## Tabella riassuntiva
| Attività e relazioni sessuali legali                                                                          | (illegale, pena di morte, carcere, frustate) |
| Parità dell'età di consenso                                                                                   | No                                           |
| Leggi anti-discriminazione sul lavoro                                                                         | No                                           |
| Leggi anti-discriminazione nella fornitura di beni e servizi                                                  | No                                           |
| Leggi anti-discriminazione in tutti gli altri settori (inclusa discriminazione diretta ed espressioni d'odio) | No                                           |
| Leggi anti-discriminazione relative all'identità di genere                                                    | No                                           |
| Matrimonio egualitario                                                                                        | No                                           |
| Unione civile                                                                                                 | No                                           |
| Convivenza non registrata                                                                                     | No                                           |
| Single LGBT possono adottare                                                                                  | No                                           |
| Stepchild adoption per coppie dello stesso sesso                                                              | No                                           |
| Adozione per le coppie dello stesso sesso                                                                     | No                                           |
| Maternità surrogata per le coppie omosessuali                                                                 | No                                           |
| Autorizzazione a prestare servizio nelle forze armate                                                         | No                                           |
| Diritto di cambiare fisicamente e anagraficamente sesso legale (per persone transessuali)                     | (dal 1987)                                   |
| Terapie di conversione di minori vietate                                                                      | No                                           |
| Permessa la donazione di sangue da parte di uomini omosessuali                                                | No                                           |